# Mughiphantes faustus
Mughiphantes faustus är en spindelart som först beskrevs av Andrei V. Tanasevitch 1987.  Mughiphantes faustus ingår i släktet Mughiphantes och familjen täckvävarspindlar.
Artens utbredningsområde är Nepal. Inga underarter finns listade i Catalogue of Life.